# Nicolae Milinceanu
Nicolae Milinceanu (Chișinău, 1º agosto 1992) è un calciatore moldavo, attaccante dell'Ethnikos Achnas.